# Arthonia pruinascens
Arthonia pruinascens är en lavart som först beskrevs av Alexander Zahlbruckner, och fick sitt nu gällande namn av Grube. Arthonia pruinascens ingår i släktet Arthonia och familjen Arthoniaceae.   Inga underarter finns listade i Catalogue of Life.